# Театротека Гастон-Бати
Театротека Гастон-Бати — одна из библиотек, связанных с Управлением университетских библиотек Сорбонна-Нувель — Парижского 3 университета. Находится в 5 округе Парижа. Библиотека была основана в 1959 году профессором Жаком Шерером с помощью профессора Раймона Лебега. Театротека Гастон-Бати — единственная французская университетская библиотека, специализирующаяся на исполнительских искусствах . Его фонды содержат коллекции в следующих областях: театра, сценографии и костюма, танцев, цирка, кукольного театра, лирического театра и оперы, уличного театра, пантомимы, мюзик-холла, магия, перформанс и другие формы живого исполнения с древности до наших дней.
Театротека Гастон-Бати входит в состав Института театральных исследований и Управления искусств и медиа Университета Сорбонна Новая — Париж 3.

## История
Весна 1959 года — с помощью CNRS Сорбонна приобретает личную библиотеку театрального директора Гастона Баты, умершего в 1952 году. Спустя несколько месяцев Жак Шерер основал Центр теоретической документации и стал его директором. Центр театральной документации был затем присоединен к Институту французского языка и литературы (ILLF) Сорбонны.
14 апреля 1959 avril 1959 — Торжественное открытие Центра театральной документации.
Жак Шерер решает пополнить коллекции приобретением исследовательских работ о театре.
21 ноября 1959 — Создание Института театральных исследований под руководством Раймона Лебега.
1966 — Институт театральных исследований и его Документационный центр переименован в «Библиотека Гастон-Бати». Библиотека переезжает и обосновывается на Censier, rue Santeuil.
1971 — Создание университета Сорбонна-Нувель-Париж 3 под председательством Раймона Лас Вергнаса . Библиотека Гастон-Баты, как и Институт театральных исследований, присоединены к новому университету.
1976 — Интеграция коллекции Пьера Фере (1000 документов).
1995 — Интеграция коллекции Бернарда Дорта (6000 документов).
2003 г. — добавление коллекции Radio France (3600 документов).
2012 — Библиотека переименована в Театротека Гастон-Бати. Интеграция коллекции Эмиля Копферманна (700 томов).
2014 — Реконструкция Театральной библиотеки. Интеграция коллекции Люсьен-и-Мишлен- Аттун — Открытый театр (архивы 1980—2010).
2015 — А до тех пор консультационная библиотека на территории Théâtrothèque открыта для посетителей. Интеграция коллекции Пьера Руди (600 документов).
2017 — Интеграция фонда Сорена и Доминика Валентини Олсен (210 документов).
2017 — Интеграция коллекции Театра Бастилии (архивы 1982—2000 гг.).

## Устав / Миссии
С уставной точки зрения Библиотека, как и библиотека Пьера-Монбега (Института высших исследований Латинской Америки IHEAL), является частью библиотек, связанных с управлением университетскими библиотеками Университет Сорбонна Новая — Париж 3. Библиотека напрямую зависит от Института театральных исследований, образовательную миссию которого он выполняет, фокусируя свою политику на приобретении всех видов документальной поддержки, предназначенной для студентов и исследователей в области исполнительского искусства, на сохранении и приумножение театрального наследия. Библиотека зависит от штата, от которого она получает грант через университет.

### Сохранение
Миссия театротеки Гастон-Бати — сохранить документы, приобретенные, полученные в дар или по завещанию, в наилучших условиях, выполнив реставрационные и переплетные работы. Документы хранятся на сайте и в CTL.

### Распространение среди общественности
Театральная библиотека предназначена для всех читателей (студентов, преподавателей-исследователей, профессионалов индустрии развлечений, любителей). Читатели имеют доступ к каталогу с портала Virtuose + или из SUDOC (ABES). Библиотека участвует в сети межбиблиотечных абонементов (PEB).

### Культурная активность
Театр Гастон-Бати регулярно организует культурные и научные мероприятия для продвижения своих коллекций: посещения, прием исследовательских групп, чтения, встречи с профессионалами, выставки и междисциплинарная деятельность по согласованию с различными кафедрами университета.

## Объём коллекций
58 000 печатных документов
пьесы на французском и иностранных языках
очерки на французском и иностранных языках
молодёжный репертуар
tapuscrits и неопубликованные тексты
книга
брошюры
программа и Библия зритель
5000 исследований в области исполнительского искусства и кино
Докторские диссертации
французские и иностранные специализированные журналы
газеты
театральные журналы…
20 000 слайдов и фотографий
Другие иконографические документы
оригинальные рисунки
3600 мультимедийных материалов
запись звука и видео на магнитную ленту
виниловые пластинки
VHS и Betamax
DVD и CD-Rom, audio CD
500 плакатов
Обзоры прессы
культурная политика
фестивали (Авиньон, Нанси и др.))
зарубежных театров (Piccolo Teatro в Милане, вместе Berliner…)
университетский театр
национальные театры, парижские и французские театры
авторы (от Шекспира до наших дней)
французские и зарубежные режиссёры (Патрис Шеро, Ариадна Мнушкина, Роже Планшон, Питер Брук, Клод Режи…).

## Фонды наследия
Библиотека ежедневно увеличивает фонды за счет покупок и разовых пожертвований. Определённые завещания и пожертвования придали фонду исключительный характер, благодаря богатству библиографии, наследию и архивной ценности документов. Единичные объекты добавляются к определённым коллекциям приобретаются у частных лиц или организаций.

### Фонд Гастона Бати
Библиотека Гастона Бати, члена Картеля, режиссёра, положившего начало истории театра в XX веке. века, состоит из 4700 документов : очерков и пьес на французском и иностранных языках, оригинальных изданий и большинство из них с автографами его современников (Жан Кокто, Анри де Монтерлан, Жюль Ромен, Мейерхольд . . .). Этот фонд лежит у истоков создания Театротека, который поэтому носит его название .

### Международный фонд радио Франции
Неопубликованные тапускриты (франкоязычные и африканские пьесы) из межафриканского театрального конкурса, организованного ORTF, а затем Международным радио Франции с 1973 года.

### Фонд Пьера Фере
Коллекция получена по завещанию в 1975 г.. Сначала кукловод, затем серьёзно раненный во время Первой мировой войны и больше не могущий заниматься, Пьер Фере, бывший генеральный секретарь Club du Cirque, стал библиофилом и собрал большое количество документов, в основном редких и ценных — гравюр., литографии, оригинальные издания от эпохи Возрождения до середины XX века века — относящиеся к исполнительскому искусству, кабаре, мюзик-холлу и иллюзион-шоу.

### Фонд Бернарда Дорта
Наследники французского критика и педагога подарили его личную библиотеку в 1995 году . Бернард Дорт, преподаватель и директор Института театральных исследований, был особенно вовлечен в жизнь библиотеки и института. Его личная библиотека содержит множество ресурсов, в частности, о немецком театре (Брехт, Берлинский ансамбль), об итальянском театре и опере (Джорджио Стрелер и Piccolo Teatro в Милане).

### Фонд Радио Франции
После реконструкции помещений Радио Франс передает библиотеке часть своих театральных коллекций. Коллекция состоит из 3600 оригинальных изданий пьес XIX века. и составляет полную панораму текстов, сыгранных на парижских сценах (драмы, исторические драмы, мелодрамы, водевили).

### Фонд Жан-Луи Вильгельма
Фонд получен в 2006 году и состоит из 600 томов (пьес и эссе), предложенных Жан-Луи Вильгельмом, режиссёром и преподавателем театральной школы Бове.

### CRAR Fund (Центр исследований уличного искусства)
Архив исследовательской группы Института театральных исследований уличного искусства.

### Фонд Эмиля Копферманна
Это пожертвование, сделанное бенефициарами Эмиля Копферманна в 2012 году, включает 700 томов, 150 периодических изданий и фотографии, относящиеся к театру XX века. века, французские и зарубежные, а также фотографии французских и зарубежных марионеток.

### Фонд Франсуа-Эрика Валентина
Это завещание, полученное в 2013 году, включает 6000 документов, принадлежащих Франсуа-Эрику Валентину, бывшему студенту Театрального института, художнику по свету и художнику по свету для оперы и театра, персонального спектакля и звукозаписи. и огни : книги по менеджменту, периодические издания, технические книги по освещению и цвету, пьесы, очерки живого исполнения, оперы, кино и живописи. К этому набору также добавлены звукозаписи и важная театральная видеотека (DVD) [наследие в процессе].

### Фонд Мари-Од Хеммерле
Эта коллекция, завещанная его семьей в 2013 году, объединяет около 400 документов, монографий и периодических изданий, относящихся непосредственно к современному театру, а точнее к квебекским и франкоязычным драматургиям.

### Fonds Attoun — Открытый театр
Фонд Аттун — Открытый театр, полученный в 2014 году в результате перепланировки помещений Открытого театра, предлагает панораму театральной жизни Франции с набором из нескольких тысяч программ и зрительских библий, собранных за более чем 20 лет в через территорию Люсьеном и Мишлен Аттун.

### Фонд Пьера Руди
Иветт Руди пожертвовала в 2015 году несколько сотен монографий, принадлежавших её мужу Пьеру Руди, директору École de la Rue Blanche (ныне ENSATT) с 1970 по 1991 год, автору и основателю изданий Club Zéro.

### Фонд Мартин де Ружмон
В 2015 году семья Ружмонов подарила библиотеку Мартине де Ружмон, почетному профессору Института театральных исследований, специалисту XVIII века. века (в частности, Ретифа де ла Бретонна и Жермен де Сталь), места женщин в театральном пейзаже Ancien Régime и пионера в изучении театральной иконографии. В коллекции представлены оригинальные издания XVIII века. а также XIX — , пьесы и эссе, исследовательские машинописи, рукописи курсов, прочитанных в Сорбонне, а затем в Новой Сорбонне [наследие в процессе].

### Фонд Сорена и Доминика Валентини Олсен
В 2017 году Доминик Валентини Олсен предлагает 210 томов, собранных её покойным мужем Сёреном Олсеном, переводчиком и лингвистом, специализирующимся на театре Эжена Ионеско, основателя веб-сайта Ionesco.org. Коллекция включает пьесы Эжена Ионеско в нескольких переводах, а также критические исследования Ионеско на многих иностранных языках.

### Архив Театра Бастилии
В 2017 году Театр Бастилии предлагает архивы, охватывающие спектакли с 1982 по 2000 годы. Фонд включает комплекты для прессы, техническую документацию по выставкам, управленческую документацию, фотографии и слайды, средства коммуникации (программы для залов, флаеры, плакаты), производственные файлы, серийные номера. монтаж театра, видеозаписи [пожертвование обрабатывается, предоставляется по запросу].

## Ассоциация друзей театротеки Гастон-Батый (АТГБ)
Ассоциация Amis de la Théâtrothèque Gaston Baty была основана на 27 июня 1985. Инициатором выступила — Колетт Шерер, директор библиотеки Гастон-Бати до 2001 года. На заре своего существования ассоциация объединила Жака Лассаля, Жан-Пьера Сарразака, Жана Вилье и Мишеля Корвина.
Миссии Друзей Театротека Гастона-Бати состоят в продвижении и пополнении различных коллекций, а с другой стороны, в предоставлении финансовой поддержки для приобретений и специальных проектов (восстановление документов, покупка материалов для библиотеки).
Ассоциация стремится развивать взаимосвязь между документальной деятельностью и театральной практикой, а также налаживать партнерские отношения с другими документальными фондами, работая в поисках покровителей и грантов. Для этих целей ассоциация регулярно организует культурные мероприятия в библиотеке Театра или за его пределами (вечера чтения, конференции, выставки и т. Д.) ☃☃ [source недостаточно] .rce недостаточно].